# Áes dána
De áes dána (Oudiers) of Aois-dàna (Schots-Gaelisch), betekent letterlijk "mensen van de kunsten" of ambachtslieden, maar wordt vaak vertaald in de veel nauwere betekenis van dichter. Áes dána omvatte naast filid ook druïden, geneeskundigen, smeden en rechtsgeleerden. Zij vormden de geleerde klasse in het middeleeuwse Ierland en traden tot het einde van de 17e eeuw op als adviseurs van edelen en stamhoofden van de Schotse Hooglanden.
De áes dána genoten aanzien in de Schotse Hooglanden. Tot in het eind van de 17e eeuw behoorden zij tot de cirkel rondom edelen en stamhoofden. Nadat de druïden uitgestorven waren kwam op de áes dána de verantwoording voor het bewaren van de genealogie van families te liggen. Veel van de áes dána specialiseerden zich in het bewaren van kennis omtrent de afstammingslijnen van bepaalde families, onder andere door tijdens de opvolgingsrituelen van een stamhoofd complete stambomen te reciteren.
De Ierse aanduiding Aosdána is afkomstig van de term áes dána en wordt tegenwoordig in Ierland gebruikt voor een exclusieve groep kunstenaars en schrijvers.